# AC Sparta Praga II
El AC Sparta Praga II es un equipo de fútbol de la República Checa que milita en la Druhá liga, la segunda liga de fútbol más importante del país.
Fue fundado en el año 1993 en la capital Praga como una filial del AC Sparta Praga, por lo que no puede jugar en la Gambrinus liga, aunque sus jugadores sí pueden jugar en el primer equipo. Ha sido campeón amateur en 2 ocasiones.

## Palmarés
- Bohemian Football League (3): 2002, 2008, 2021